# 希伯來語言學院
希伯來語言學院（希伯來語：‎，ha-akademya la-lashon ha-ivrit）是1953年由以色列政府建立的研究組織，位於耶路撒冷希伯來大學吉瓦特拉姆校區，是希伯來語研究的最高學術機構。 
該機構的目標是彙編並研究希伯來語包括字彙、文法、書寫、拼字以及轉寫等的一切面向，研究希伯來語從古至今的起源與演進，並引導希伯來語未來的發展方向。 
從1993年開始，該機構由語言學家摩西·巴爾-艾雪擔任主席。該機構由42名成員組成，除此之外還有學術顧問與部分的榮譽成員。任何人都有權向該機構提出希伯來語上的問題，並得到正式的回覆。 

## 歷史

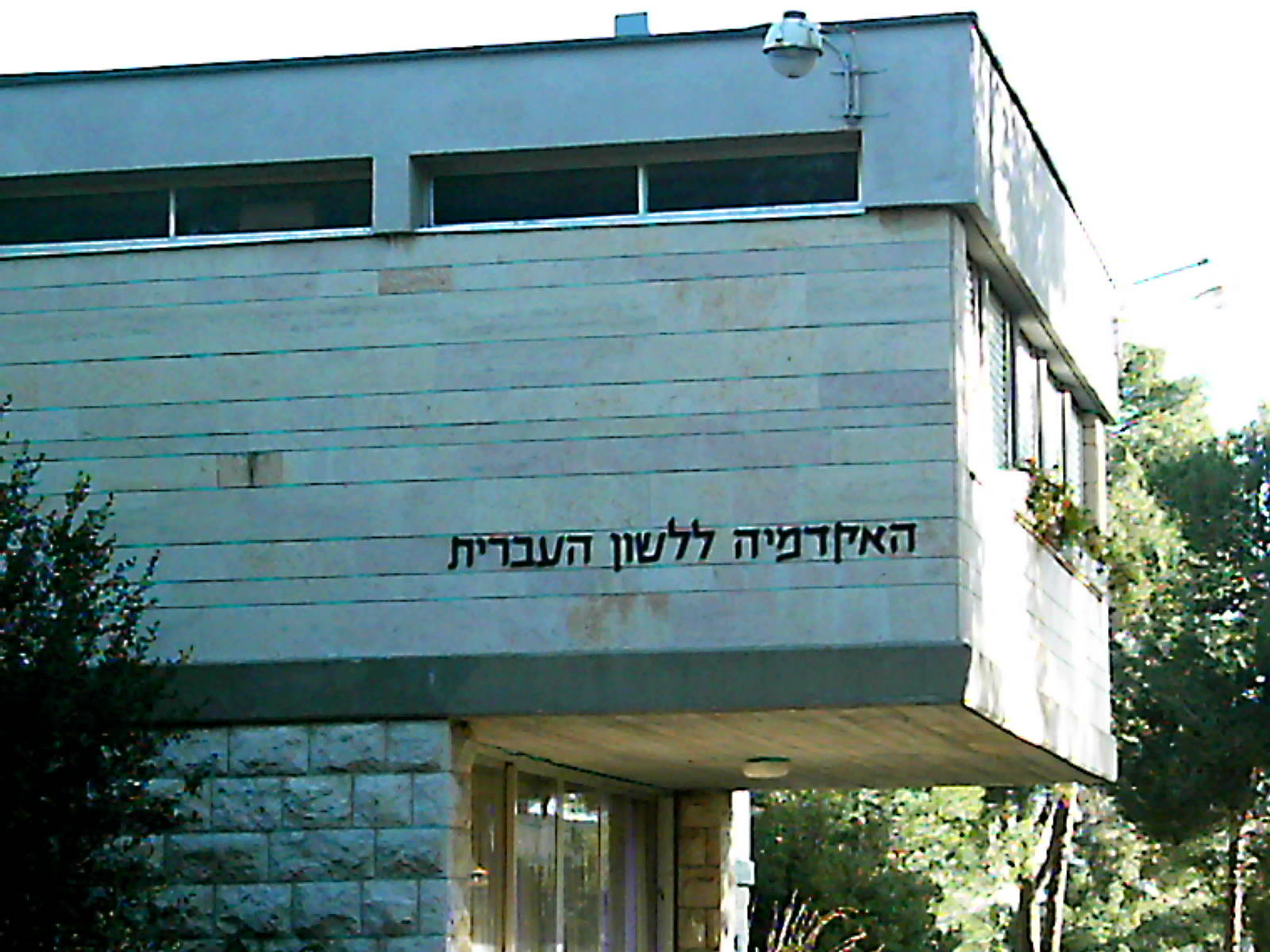
位於耶路撒冷希伯來大學吉瓦特拉姆校區的希伯來語言學院建築。

希伯來語言學院的前身是「希伯來語委員會」（希伯來語：‎），於1890年由艾利澤·本-耶胡達建立並擔任首任主席。當希伯來語逐漸成為巴勒斯坦的主要語言，並於教育系統中實施後，由於希伯來語長時間僅有宗教用途，不適合日常使用，該委員會發布了公告與字典，其中創造了數以千計的常用新詞，直至今日依然被廣泛使用。
該委員會的承繼機構，希伯來語言學院，同樣接下了創造新字詞的任務，以讓希伯來語足以應付現代生活的需要。
該機構的目標之一雖然是透過組合希伯來語的字根，創造新詞以取代外來語，但在該機構的名稱中就有一個外來語：「akademya」。該機構也在自身的英文版網頁上提及了這一諷刺的現象。
希伯來語言學院定義自身的任務為「根據希伯來語的本質引導其發展」（לכוון את דרכי התפתחותה של הלשון העברית לפי טבעה）。該機構依據希伯來語的歷史發展進程，為該語言訂立標準，包括現代文法、拼字法、轉寫法、標點法等，同時也編纂了希伯來語的歷史辭典。

## 組織
該機構由42名成員組成。除此之外，該機構還聘請了8位學術顧問，包括在語言、猶太研究、聖經等領域有名望的學者，以及另外的9名榮譽成員。所有以色列政府機關都必須遵守該機構的決定，其中包括以色列公共廣播公司。

## 參閱
- 語言管理機構列表
- 希伯來語復興

## 外部連結
- Academy of the Hebrew Language 的存檔，存档日期2018-05-16. – official website (English)
- Rothberg International School The Hebrew University of Jerusalem （页面存档备份，存于）